# Team Lines

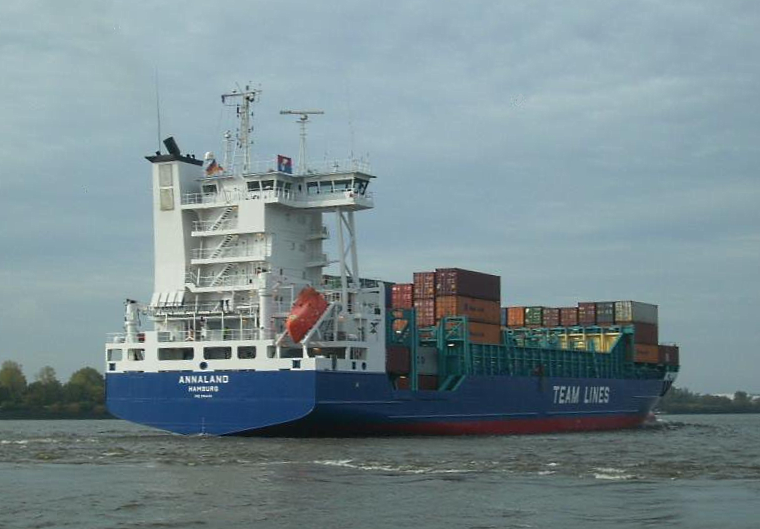
Die Annaland in Team-Lines-Charter

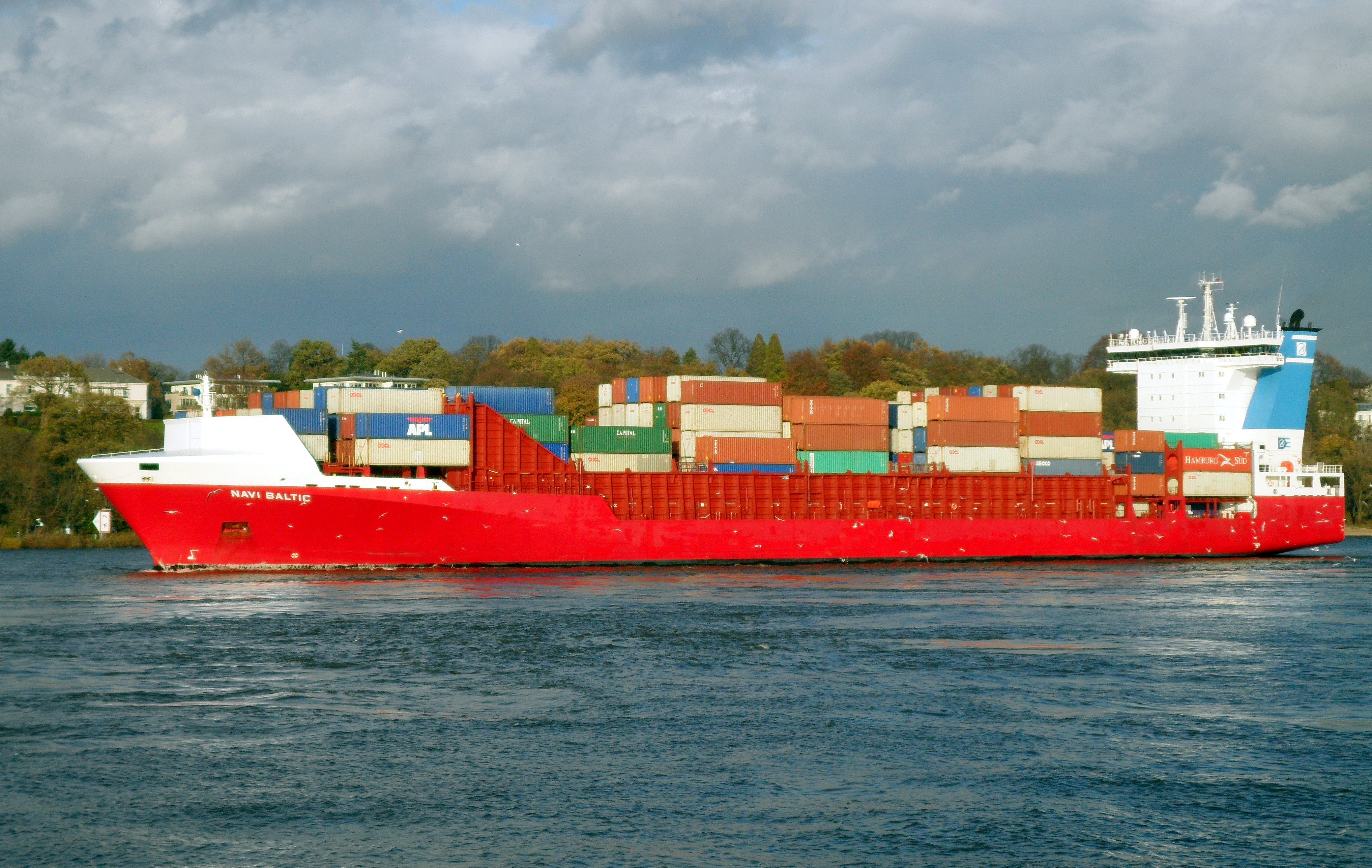
OOCL-Feeder Navi Baltic auf der Elbe

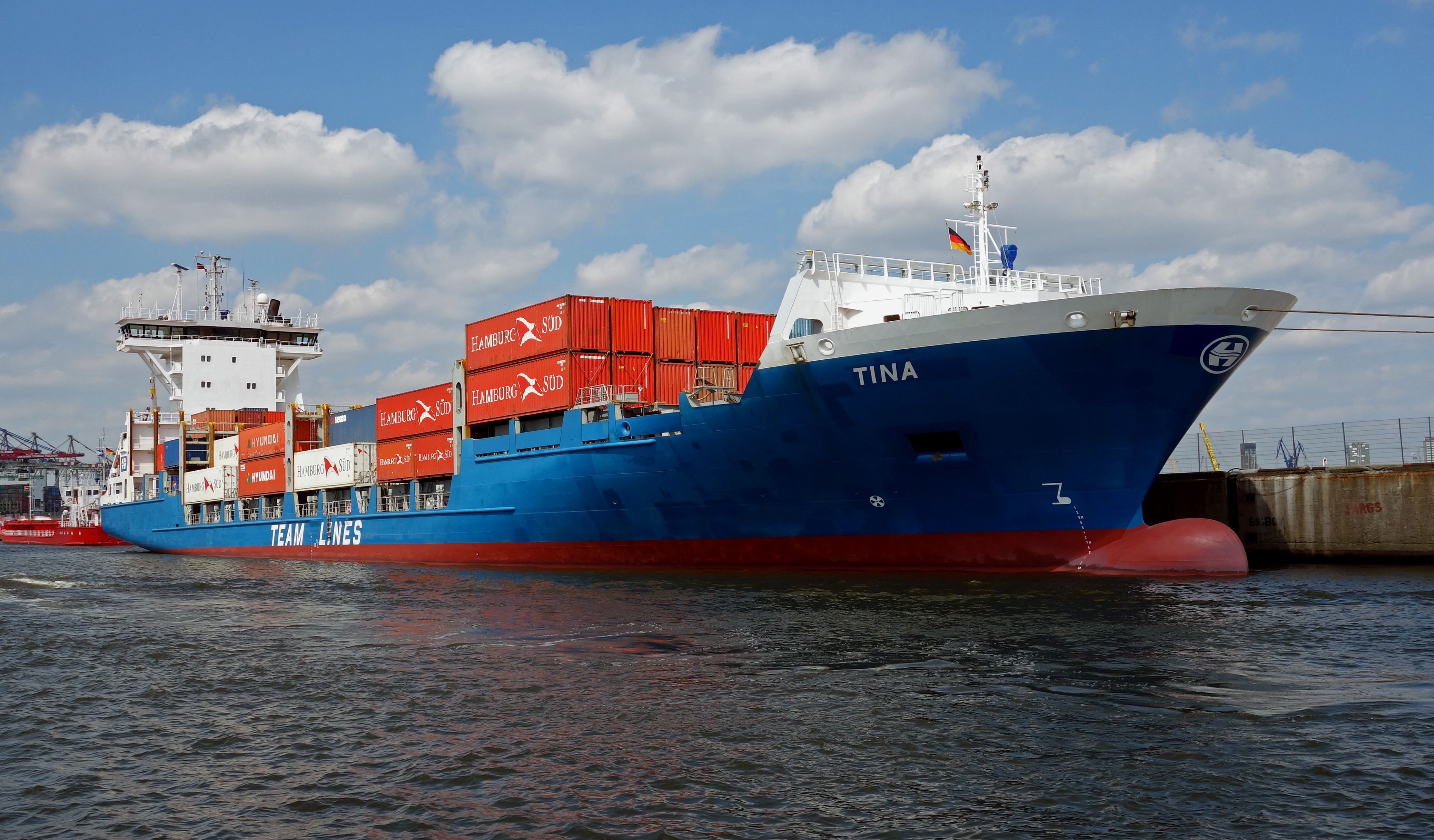
Tina im Hamburger Hafen

Team Lines ist eine Containerreederei mit Sitz in Hamburg. Das Unternehmen betrieb Containerzubringerdienste im  Liniendienst mit Feederschiffen in Nord- und Ostsee. Es war das größte deutsche Unternehmen in dieser Sparte. Der Betrieb wurde zum 11. Februar 2019 eingestellt.

## Geschichte
Die Team Lines wurden am 1. Oktober 1991 von den vier Hamburger Reedereien H. M. Gehrckens, Ernst Russ, Johannes Ick und der Mathies-Reederei gegründet, um deren Nord- und Ostseeliniendienste zusammenzufassen (wobei Ick und Mathies beide von Harald Sommer, dem Enkel des Hamburger Reeders Arthur Sommer, geführt wurden). Die Bezeichnung Team Lines ging auf den von 1967 bis 1972 von Gehrckens, Mathies und der schwedischen Reederei Nordström & Thulin gemeinschaftlich unter dem Namen Teamline betriebenen ConRo-Liniendienst zurück, auf dem zwei Schiffe des Sietas Typs 52 zum Einsatz kamen.
Team Lines wurde im folgenden Jahrzehnt nach Unifeeder zur zweitgrößten Feederreederei in der Nord- und Ostseefahrt. Die Reederei betrieb im Jahr 2000 eine Flotte von 22 gecharterten Schiffen und wies einen Umsatz von rund 100 Millionen Euro auf. Dabei erwirtschaftete sie einen Gewinn von etwa 1,2 Millionen Euro und war in der Abschlussbilanz des Jahres mit circa 14 Millionen Euro bewertet.
Aufgrund von Nachfolgeproblemen Sommers verkauften die Mehrheitsgesellschafter von Ick, Mathies und Russ ihre 68,2 % der Anteile an Team Lines im April 2001 für etwa 10 (andere Quelle 20) Millionen Euro an die Reederei Finnlines aus Helsinki, die zuvor schon einen Anteil von 31,8 % erworben hatte. Der Umsatz von Team Lines steigerte sich bis zum Jahr 2005, dem letzten vollen Jahr im Finnlines-Besitz, auf 187 Millionen Euro. Finnlines veräußerte im Juli 2006 Team Lines schließlich im schuldenfreien Zustand für 40 Millionen Euro an das erst im April 2004 gegründete Logistikunternehmen Delphis aus Antwerpen. Das bestehende Delphis-Liniennetz wurde mit der Übernahme um die bestehenden Team-Lines-Dienste erweitert. Die rot-blaue Team-Lines-Kontorflagge mit dem weißen Dreizack wurde nach der Übernahme aufgegeben und durch eine rot-blaue Flagge mit einem springenden Delphin ersetzt. Team Lines betrieb 2013 rund 20 Containerschiffe und dehnte das Liniennetz im Oktober 2013 in Zusammenarbeit mit der Reederei OPDR um einen Gemeinschaftsdienst zwischen Rotterdam, Felixtowe und Bilbao aus.
Aufgrund der Marktlage stellte das Unternehmen zum 11. Februar 2019 alle Aktivitäten ein.